# Ziekenfonds (Nederland)
Een ziekenfonds was een private instelling die tot doel had, haar leden een ziektekostenverzekering te bieden. Zij onderscheidde zich daarin van andere verzekeraars, doordat zij de rekening voor genoten medische zorg direct aan de zorgverlener betaalde, zonder dat de verzekerde de rekening zag. Hiervoor werden door het ziekenfonds contracten gesloten met artsen, apothekers en andere zorgverleners. Andere onderscheidende kenmerken waren onder andere het feit dat de premies van het door het ziekenfonds aangeboden arrangement inkomensafhankelijk waren en het feit dat de kring van verzekerden werd beperkt doordat het inkomen of loon onder een bepaalde grens moest liggen.
Oorspronkelijk boden ziekenfondsen een vrijwillig collectief verzekeringsarrangement voor de minvermogende bevolkingsgroepen aan. Met de afkondiging van het Ziekenfondsenbesluit in 1941 werd er een zorgverzekering, een verplichte ziektekostenverzekering voor loontrekkers met een inkomen onder een bepaald bedrag, in het leven geroepen die door erkende ziekenfondsen moest worden uitgevoerd. Hierdoor werden ziekenfondsen in plaats van private instellingen uitvoeringsorganen van een publiekrechtelijke regeling. Daarnaast hielden ziekenfondsen via het in eigen beheer uitvoeren van de vrijwillige ziekenfondsverzekering en via het aanbieden van eigen aanvullende verzekeringen, een zekere mate van autonomie. Met de invoering van de Zorgverzekeringswet in 2006 werd de verplichte verzekering vervangen door de basisverzekering, met een verzekeringsplicht ongeacht het inkomen en uitgevoerd door private zorgverzekeraars. Het overgrote deel van de huidige zorgverzekeraars is ooit begonnen als ziekenfonds.

## Ziekenfondsen in de 19e eeuw
Aan het einde van de achttiende en het begin van de negentiende eeuw werden in Nederland tal van ziekenfondsen opgericht, veelal in de meer verstedelijkte gebieden. Vooral in de negentiende eeuw voerden ziekenfondsen naast een verzekering tegen de kosten van medische zorg, veelal ook verzekeringen voor de kosten van begrafenis en loonderving door ziekte. Zij richtten hun verzekeringsproduct over het algemeen op de minvermogenden, dat wil zeggen mensen met een inkomen onder de plaatselijke grens waaronder men geen inkomstenbelasting hoefde te betalen. Deze verzekeringsvorm was vrijwillig en werd niet door de wet gereguleerd.
Ziekenfondsen hanteerden in deze periode veelal strenge toelatingscriteria. Zo konden chronisch zieken, gehandicapten, bejaarden en zwangere vrouwen over het algemeen geen lid worden van het ziekenfonds. Wachttijden, de tijd waarin men wel premie betaalden maar men geen recht had op medisch zorg vanuit het ziekenfonds,van enkele weken tot een half jaar waren gebruikelijk. De ziekenfondsen voorzagen in de negentiende eeuw in een groeiende behoefte. Rond 1895 werden er ongeveer 543 ziekenfondsen geteld, die rond de 10% van de Nederlandse bevolking hadden verzekerd tegen de kosten van medische zorg.
De negentiende eeuw laat zich kenmerken door een grote verscheidenheid aan ziekenfondsen, die grofweg in de volgende vier hoofdcategorieën kunnen worden ingedeeld:
- Filantropisch georiënteerde ziekenfondsen

Deze werden veelal opgericht en bestuurd door lokale notabelen of liefdadigheidsorganisaties, zoals lokale afdelingen van de Maatschappij tot Nut van 't Algemeen. Het bekendste voorbeeld is ongetwijfeld het Nutsziekenfonds uit Den Haag,
- Commerciële Ziekenfondsen, ook wel directiefondsen of exploitatiefondsen

Deze ziekenfondsen hadden een financieel belanghebbend bestuur. Veel commerciële ziekenfondsen, zoals het Rotterdamsch Ziekenfonds en het Nederlandsch Algemeen Ziekenfonds, werkten landelijk en hadden een groot ledenbestand,
- Medewerkersfondsen

Dit waren ziekenfondsen opgericht door lokale medici die veelal ook in het bestuur waren vertegenwoordigd, zoals het Algemeen Ziekenfonds Amsterdam (AZA) en het Algemeen Ziekenfonds Rotterdam (AZR).
- Onderling beheerde ziekenfondsen

Dit waren ziekenfondsen die door de verzekerden zelf werden opgericht en bestuurd. Deze ziekenfondsvorm was vooral, maar niet uitsluitend, populair in socialistische en Rooms-katholieke kring. Voorbeelden hiervan zijn het Haagse ziekenfonds De Volharding en het Rooms-katholieke ziekenfonds Liduïna uit Utrecht.

### Werkwijze van een ziekenfonds
Ongeacht hun organisatie en bestuursstructuur, werkten vrijwel alle ziekenfondsen volgens dezelfde principes. Deze principes zouden in de loop van de twintigste eeuw nauwelijks veranderen. De leden betaalden een vast bedrag, per week of per maand, aan het ziekenfonds waardoor ze recht kregen op geneeskundige zorg van de bij het ziekenfonds aangesloten medici. Het ziekenfonds sloot voor haar leden contracten af met geneeskundigen, die middels deze contracten als ‘medewerker’ aan het ziekenfonds werden gebonden.
Er waren twee verschillende varianten mogelijk. Er kon worden afgesproken dat de leden van het fonds tegen een gereduceerd tarief door de arts werden behandeld. Het ziekenfonds betaalde de arts dan per verrichting; deze contractvorm werd voornamelijk door onderling beheerde en commerciële ziekenfondsen toegepast. Meer gangbaar was de afspraak dat naast een sterk gereduceerd tarief voor verrichtingen, het ziekenfonds de arts of apotheker per jaar een vast bedrag, het zogenaamde abonnementshonorarium, betaalde voor elk ziekenfondslid in zijn praktijk. Hierdoor ontstond binnen de artsenpraktijk een duidelijke scheiding tussen ziekenfonds- en particuliere patiënten.

### Ziekenfondsbodes

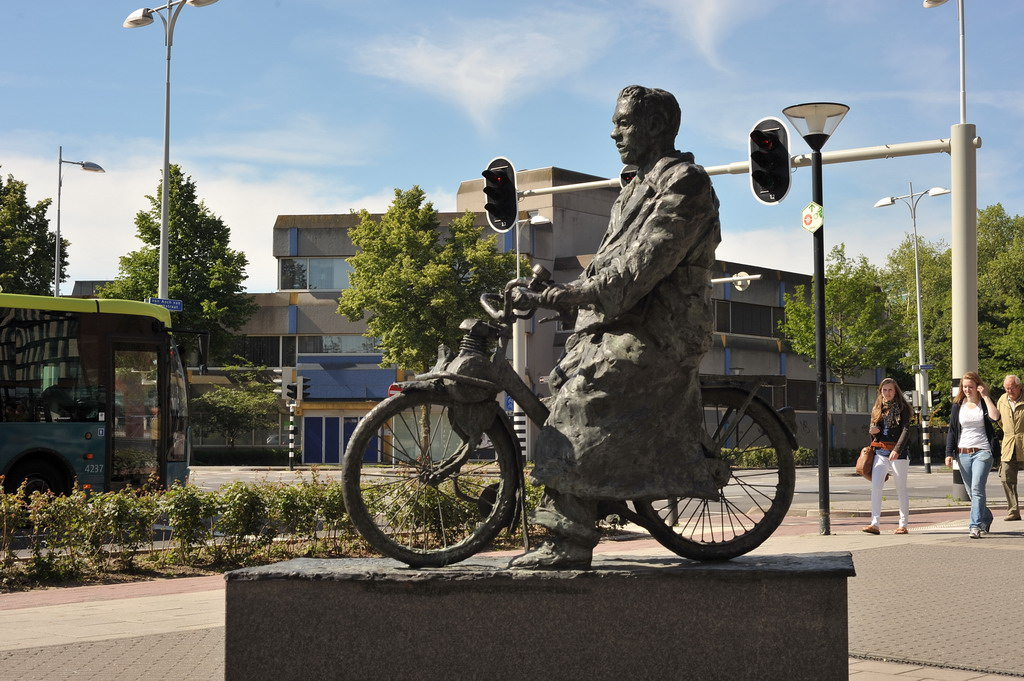
De Ziekenfondsbode

Ziekenfondsbodes vormden in de negentiende en de eerste helft van de twintigste eeuw de spil van het ziekenfondswezen. Zij waren verantwoordelijk voor de werving van nieuwe leden, het wekelijks of maandelijks innen van de premie en het uitbetalen van de artsen. Ziekenfondsbodes hadden hun eigen wijk, waar zij - al dan niet met de fiets en later op de beroemde Solex brommer - bij de ziekenfondsleden thuis de premie kwamen ophalen. Zij vormden voor verzekerden het gezicht van het ziekenfonds. De beloning van ziekenfondsbodes verschilde per ziekenfonds. Zo werkten sommige bodes op provisiebasis, terwijl anderen in loondienst van het ziekenfonds waren. Met de komst van de giro- en de automatische incasso in de tweede helft van de twintigste eeuw verdween voor veel ziekenfondsen langzaam het belang van een grote 'buitendienst'. Het beroep van ziekenfondsbode verdween.

## Ziekenfondsen in de 20e eeuw
Ondanks vele politieke plannen voor het scheppen van een wettelijk kader voor ziekenfondsen die in de eerste decennia van de twintigste eeuw de revue passeerden, onder andere onder A. Kuyper, A.S. Talma, P. Aalberse en M. Slingenberg, bleek het tot 1941 onmogelijk om een politieke meerderheid voor een wettelijk geregelde ziekenfondsverzekering tot stand te brengen. In 1913 wist Minister van Landbouw, Nijverheid en Handel A.S. Talma een wettelijke verzekering tegen loonderving door ziekte middels de Ziektewet te realiseren. Hierdoor werd, anders dan in bijvoorbeeld Duitsland de verzekering van ziekengeld wettelijk gescheiden van de verzekering van ziekenzorg. Dit principe, ook wel bekend als het Talma-model, zou in de opbouw van de Nederlandse verzorgingsstaat een fundamentele rol spelen, tot op de dag van vandaag.
Binnen het ziekenfondswezen zelf was er in 1912 een hoogoplopend ideologisch conflict ontstaan tussen de Nederlandsche Maatschappij ter bevordering van de Geneeskunst NMG, de huidige KNMG, en de Landelijke Federatie ter behartiging van het Ziekenfondswezen, de koepelorganisatie van onderling beheerde ziekenfondsen. Om de belangen van de medische stand in het ziekenfondswezen beter te waarborgen was de NMG van mening dat alle ziekenfondsen in Nederland moesten voldoen aan de volgende eisen:
- Vrije artsenkeuze

Het ziekenfondslid mag zelf beslissen naar welke arts hij gaat, zolang deze maar als medewerker aan het fonds verbonden is.
- Welstandsgrens

Slechts mensen met een inkomen onder de welstandsgrens, veelal gesteld op ca. fl. 2500,- per jaar, mogen lid worden van het ziekenfonds. De meer gegoede particuliere patiënten moesten de normale prijs voor medische zorg blijven betalen.
- Abonnementshonoraria

De aan het fonds verbonden arts moet per jaar een vast bedrag per ziekenfondslid in zijn praktijk krijgen als basisinkomen.
- Bestuursvertegenwoordiging

Artsen en apothekers moesten gezamenlijk de meerderheid van de zetels in het bestuur van het ziekenfonds hebben.
Deze eisen waren vooral een steen des aanstoots voor de onderling beheerde ziekenfondsen. Zij waren van mening dat enkel de verzekerden de macht over het fonds moesten hebben. Daarnaast hadden zij vaak artsen in loondienst en eigen instellingen zoals klinieken, apotheken en brillenwinkels. Geen van beide partijen had in de eerste decennia van de twintigste eeuw genoeg politieke en maatschappelijke invloed om het pleit in eigen voordeel te beslechten. Ondanks de ideologische conflicten, werden steeds meer mensen lid van een ziekenfonds. In 1940 was ongeveer 45% van de Nederlandse bevolking bij een van ongeveer 658 bestaande ziekenfondsen verzekerd.

### Het Ziekenfondsenbesluit van 1941
De Duitse bezetting na 10 mei 1940 bracht de wettelijke regeling van het ziekenfondswezen in Nederland in een stroomversnelling. Om de Nederlandse economie gelijk te schakelen en dienstbaar te maken aan de Duitse economie, was het onder andere noodzakelijk het concurrentievoordeel verkregen door het feit dat Nederlandse arbeiders geen verplichte ziektekostenverzekering en daardoor ook geen verplichte premieafdracht hadden, op te heffen. Daarnaast paste de regeling van het maatschappelijk zwaar beladen vraagstuk van de ziekenfondsverzekering binnen het Duitse charmeoffensief van het eerste jaar van de bezetting.
Met de afkondiging van het Ziekenfondsenbesluit op 1 november 1941 werd de ziekenfondskwestie in één keer geregeld. Hoewel geïnspireerd door haar Duitse tegenhanger, bleef in het Ziekenfondsenbesluit een van de meest wezenlijke kenmerken van het Nederlandse stelsel van sociale zekerheid gehandhaafd: de volledig gescheiden verzekering van ziekengeld (door de Ziektewet) en ziekenzorg. Het Ziekenfondsenbesluit was dan ook geen integrale kopie van het Duitse Bismarck-stelsel, maar een mix van Nederlandse en Duitse ziekenfondsprincipes.
Het Ziekenfondsenbesluit introduceerde een verplichte ziektekostenverzekering voor alle loontrekkende werknemers met een inkomen onder een door de overheid vastgestelde loongrens en hun afhankelijke gezinsleden. Deze regeling moest worden uitgevoerd door de door de overheid erkende ziekenfondsen, die als bewijs van erkenning het predicaat 'Algemeen Ziekenfonds' moesten voeren. De vrije artsenkeuze, loon- of welstandsgrens en het systeem van abonnementshonoraria bleven als centrale principes in de verzekering gehandhaafd. De verzekerden kregen recht op een door de overheid vastgesteld pakket van uitgebreide medische verstrekkingen en voorzieningen tegen een vastgestelde premie die voor de helft voor rekening kwam van de werkgever. Verevening van gelden tussen de fondsen vond plaats via de Centrale Kas, zodat het ziekenfonds zelf geen enkel financieel risico meer liep.
Met de afkondiging van het Ziekenfondsenbesluit steeg het aantal ziekenfondsverzekerden in Nederland van 45% naar 63%. Het aantal ziekenfondsverzekerden zou vrijwel de gehele tweede helft van de twintigste eeuw rond dit percentage blijven schommelen. Het aantal ziekenfondsen daalde echter flink door de strenge erkenningscriteria: van 658 in 1940 naar 204 in 1942. Dit aantal zou door regionale fusies en samenwerking steeds verder dalen. In 2006 waren er nog 30 vaak grote, regionale ziekenfondsen actief. Het Ziekenfondsenbesluit bleef ook na de oorlog gehandhaafd. Het Besluit werd in 1965 onder minister G.M.J. Veldkamp in de Ziekenfondswet gecodificeerd en met ingang van januari 2006 vervangen door de Zorgverzekeringswet.

#### Toezicht
Voor 1941 was het toezicht op het ziekenfondswezen vaak regionaal of lokaal geregeld via zogenaamde Commissies van Toezicht. Zij zagen er op toe dat zorgverleners en ziekenfondsen zich hielden aan de in de ziekenfondsovereenkomsten vastgelegde regels en richtlijnen. Daarnaast handhaafde de Commissie van Toezicht de afspraken over de welstandsgrens, medische controles, declaratiecontroles en interne organisatie.
Met de afkondiging van het Ziekenfondsenbesluit werd het toezicht op het ziekenfondswezen geconcentreerd in de functie van Commissaris van Staatstoezicht op het Ziekenfondswezen. Na de oorlog werd hij vervangen door een meer aan de Nederlandse politieke verhoudingen tegemoetkomende Ziekenfondsraad, waarin vertegenwoordigers van alle bij de ziekenfondsverzekering betrokken partijen zitting hadden. De Ziekenfondsraad trad op als toezichthouder. Daarnaast beheerde de Ziekenfondsraad de gelden van de Centrale Kas van de verplichte verzekering, en na 1957 ook de centrale kas van de bejaardenverzekering. Daarnaast moest de Ziekenfondsraad de minister adviseren over ziekenfondsaangelegenheden en zorggerelateerde onderwerpen.

#### Loongrens
Voor 1941 kon de hoogte van de welstandsgrens voor toetreding tot een ziekenfonds per ziekenfonds en per stad of regio flink verschillen. In het Ziekenfondsenbesluit werd de hoogte van de loongrens via artikel 50 gekoppeld aan de hoogte van de loongrens van de Ziektewet. De hoogte van de loongrens bedroeg in 1941 bruto fl. 3000,- aan jaarinkomen. De hoogte van de loongrens voor de Ziektewet, en daarmee ook het Ziekenfondsenbesluit, werd bij wet verhoogd. De hoogte van de loongrens was daarmee onderdeel van de politieke besluitvorming, dit leidde enkele malen tot forse, politiek gemotiveerde, verhogingen. Dit was voor veel partijen onacceptabel. In 1960 werd de verhoging van de loongrens wettelijk aan twee indices gekoppeld: de prijsindex en de loonindex. Hiermee werd een gelijkmatiger en reëlere stijging van de loongrens voor de ziekenfondsverzekering gerealiseerd, hoewel tussentijdse correctie door middel van wetgeving nog steeds tot de mogelijkheden behoorde.

### Het vrijwillige ziekenfonds, bejaardenverzekering en ambtenaren
Na de introductie van de verplichte verzekering bleef ook de oude vrijwillige verzekering gehandhaafd. Niet-loontrekkende arbeiders, bejaarden, ambtenaren en kleine zelfstandigen met een inkomen beneden de loongrens konden zich op vrijwillige basis bij het ziekenfonds tegen de kosten van medische zorg verzekeren. Het ziekenfonds bepaalde zelf de premiehoogte voor deze verzekeringsvorm en was als risicodrager ook zelf financieel verantwoordelijk. De vrijwillige ziekenfondsverzekering was niet gescheiden van de particuliere ziektekostenverzekering. Mensen die in aanmerking kwamen voor de vrijwillige ziekenfondsverzekering, konden zich eventueel ook op de particuliere markt verzekeren.
Naar aanleiding van de invoering van de AOW in 1957 kwam er naast de verplichte en de vrijwillige ziekenfondsverzekering ook een aparte ziekenfondsverzekering voor minvermogende bejaarden. De bejaardenverzekering was in wezen een hybride tussenvorm waarin kenmerken van de verplichte verzekering (kosteloos meeverzekeren van afhankelijke gezinsleden, vergoeding via Centrale Kas) en de vrijwillige verzekering (vrijwillige toetreding) werden gecombineerd. De toelatingsgrens van de bejaardenverzekering was gekoppeld aan de hoogte van de AOW, waardoor lang niet iedere bejaarde zich via de deze verzekering kon verzekeren. De premies van de bejaardenverzekering werden uit sociaal oogpunt al naargelang het inkomen gesteld op 1/4 of 1/2 van de geschatte kosten per verzekerde, en werden later met de schalen 5/8 en 7/8 uitgebreid.  De tekorten die hieruit volgden, zouden gelijkelijk door de Centrale Kas van de verplichte verzekering en aparte overheidsbijdragen worden aangevuld.
De ziektekostenverzekering van gemeente-, provincie- en politieambtenaren werden in de loop van de jaren vijftig ondergebracht bij aparte publiekrechtelijke verzekeringsinstellingen: het Instituut Ziektekostenverzekering Ambtenaren (IZA), de Interprovinciale Ziektekosten Regeling (IZR) en de Dienst Geneeskundige Verzorging Politie (DGVP). Rijksambtenaren bleven aangewezen op de vrijwillige ziekenfondsverzekering en de particuliere ziektekostenverzekering.

### Ziekenfondsen en de Kleine Stelselwijziging ‘86
Het stelsel van verplichte en vrijwillige ziekenfondsverzekering en de bejaardenverzekering functioneerde tot aan het begin van de jaren zeventig zonder veel problemen. In 1968 werd het takenpakket van de ziekenfondsen uitgebreid met de uitvoering van de AWBZ. Aan het begin van de jaren zeventig begonnen zich echter de eerste barsten in het systeem te openbaren. Steeds meer jonge verzekerden verlieten het vrijwillige ziekenfonds en namen een goedkopere particuliere ziektekostenverzekering, waardoor de premie in het vrijwillige ziekenfonds (ruim 1,5 miljoen verzekerden) omhoog moest. Dit leidde tot een fatale premiespiraal die eind jaren zeventig haar hoogtepunt bereikte.
Bij de bejaardenverzekering (ca. 1 miljoen verzekerden) bleken de kosten vele malen hoger te liggen dan aanvankelijk was aangenomen. Om de premies van de bejaardenverzekering betaalbaar te houden explodeerden de rijksbijdragen in de loop van de jaren zeventig. Dit werd versterkt door het feit dat de werkgevers grote bezwaren begonnen te maken tegen het feit dat zij via de Centrale Kas een kwart van de kosten van de bejaardenverzekering, waarmee zij geen directe relatie hadden, kregen voorgeschoteld.
Door de economische teruggang eind jaren zeventig en begin jaren tachtig bleek de houdbaarheid van zowel de vrijwillige verzekering als de bejaardenverzekering verstreken. Staatssecretaris van Volksgezondheid J.P. van der Reijden nam in 1986 drastische maatregelen: de vrijwillige verzekering en de bejaardenverzekering werden opgeheven (ondanks hevig verzet van de ziekenfondsen) en de verzekerden werden over de verplichte verzekering en de particuliere verzekering verdeeld. De bejaarden werden ondergebracht in de verplichte ziekenfondsverzekering, evenals de uitkeringsgerechtigden uit het vrijwillige ziekenfonds. De zelfstandigen en ambtenaren uit de vrijwillige verzekering werden middels de Wet op de Toegang tot de Ziektekostenverzekering (WTZ) ondergebracht bij de particuliere ziektekostenverzekeraars.
De particuliere ziektekostenverzekeringssector werd aan strengere regels gebonden. Zo mochten zij voor de door de overheid gecreëerde Standaardpakketpolis niet meer selecteren. Iedereen kon daardoor een particuliere ziektekostenverzekering afsluiten. De kosten van de oververtegenwoordiging van bejaarden in de verplichte ziekenfondsverzekering werd middels een solidariteitsheffing op de particuliere ziektekostenverzekering verevend. Dit werd wettelijk geregeld via de Wet MOOZ (Medefinanciering Oververtegenwoordiging Oudere Ziekenfondsverzekerden). Dit systeem heeft tot 2006 gefunctioneerd, toen het geheel van ziekenfonds- en particuliere verzekering werd vervangen door de basisverzekering Curatieve Zorg, uitgevoerd door zorgverzekeraars.

## Kort: ziekenfondsverzekering anno 2000

### Wie hadden er recht op?
De ziekenfondsverzekering was bestemd voor mensen met een relatief laag inkomen en hun gezinsleden zonder eigen inkomen.
Verplicht ziekenfondsverzekerd waren in concreto:
- Werknemers met lonen onder de loongrens;
- Hun gezinsleden zonder eigen inkomen;
- Uitkeringsgerechtigden;
- Ondernemers met een winst uit onderneming onder de loongrens. Voor hen gold een speciale regeling bij grote winstschommelingen om te voorkomen dat ze ieder jaar van verzekering moesten wisselen.

Geen recht op ziekenfondsverzekering hadden:
- Ingezetenen zonder inkomen, tenzij zij deel uitmaken van een gezin waarvan de hoofdkostwinner ziekenfondsverzekerd was. Dit betrof in praktijk vooral studenten; voor hen bestonden voordelige particuliere studentenverzekeringen;
- Werknemers en ondernemers met inkomens boven de loongrens;
- Gemeente- en Provincieambtenaren.

De ziekenfondsgrens bedroeg in 2005 € 33.000. Wie meer verdiende was niet verplicht zich te verzekeren: directe sancties op het niet-verzekerd zijn bestonden niet.

### Premies
De premie werd in drie delen betaald:
- Nominale premie (circa € 35,00 per maand), die niet van het inkomen afhankelijk was, door de verzekerde zelf te betalen aan het ziekenfonds;
- Procentuele premie (circa 1,5% van het brutoloon), die wel inkomensafhankelijk was en op het loon werd ingehouden ten behoeve van de Centrale Kas;
- Het werkgeversdeel (circa 6,5% van het brutoloon), dat de werkgever moest betalen aan de Centrale Kas van de Ziekenfondsraad.

### Onrechtmatig in het ziekenfonds
Het kon verleidelijk zijn om ziekenfondsverzekerd te blijven als men er geen recht meer op had. Mocht een ziekenfonds hierachter komen, dan kon in Nederland met terugwerkende kracht een boete van € 95,54 voor een volwassene en € 47,77 voor een kind per maand worden opgelegd. Op het particulier verzekerd zijn terwijl men in het ziekenfonds had gemoeten stond geen sanctie, omdat de "boete" bestaat in de ingehouden premie op het loon. In beide gevallen kon het ziekenfonds of de ziektekostenverzekeraar zeer moeilijk doen bij het indienen van een claim, of deze weigeren.

### Ziekenfondskaart
Voor iedere ziekenfondsverzekering werd ieder jaar een ziekenfondskaart afgegeven. Dit was het bewijs van verzekering, dat bij ieder bezoek aan een arts of paramedicus overgelegd moest worden.

## Voor- en nadelen van de ziekenfondsverzekering
Het grote voordeel van de ziekenfondsverzekering was het grote pakket aan verstrekkingen voor een relatief lage premie. Ook de lagere inkomensgroepen hadden hierdoor toegang tot medische zorg, dat was ook het doel van de regeling. De premie bleef echter alleen betaalbaar doordat via het abonnementssysteem een lagere prijs voor medisch zorg werd bedongen, dan de eigenlijke kostprijs. Voor artsen, specialisten en apothekers was het ziekenfondssysteem dus niet altijd onverdeeld gunstig, hoewel ze er wel een min of meer gegarandeerd deel van hun inkomen uit ontvingen. De onderhandelingen tussen ziekenfondsen en medici over de ziekenfondstarieven voor medische zorg verliepen over het algemeen vrij moeizaam en leidden een aantal keren tot heftige conflicten. De lagere inkomsten uit de ziekenfondspraktijk werd door de meeste medici gecompenseerd door hogere tarieven voor particuliere patiënten.
Daarnaast was het werkgeversdeel van de ziekenfondspremie voor veel werkgevers een steen des aanstoots. Door herhaaldelijke stijgingen van de procentuele premie waren veel werkgevers van mening dat hun concurrentiepositie ten opzichte van het buitenland verslechterde. Ook voor verzekerden met bijbaantjes, parttimers en ondernemers met wisselende inkomsten was het erg vervelend om steeds te moeten wisselen tussen ziekenfonds- en particuliere verzekering

## Indeling
verzekering - schadeverzekering - variaverzekering - ziektekostenverzekering -
ziekenfonds